# Observationsarmee
Als eine Observationsarmee (auch: Observationskorps oder Beobachtungskorps) wird heute eine von einem neutralen Staat aus politischen Gründen aufgestellte Armee bezeichnet.
Der Zweck einer solchen Observationsarmee kann verschiedener Natur sein:
- direkter Schutz der Staatsgrenze, wenn kriegerische Handlungen sich in der Nähe entwickeln
- Erfüllung von Neutralitätspflichten, z. B. durch Gefangensetzung von Überläufern
- Unterstützung einer diplomatischen Aktion durch bewaffnete Drohung

Früher wurden militärische Verbände als Observationsarmee benannt, die von an Kriegshandlungen Beteiligten aus militärischen oder politischen Gründen aufgestellt wurden. Militärisch dienten sie beispielsweise dem eventuellen Einsatz zur Belagerung einer Festung oder dem Zurückweisen eines heranrückenden Entsatzheeres. Ein Beobachtungskorps musste zur Führung selbständiger Gefechte in der Lage sein. Ein zu politischen Zwecken aufgestelltes Beobachtungskorps sollte „nötigenfalls den Krieg beginnen, eventuell eine feindliche Armee zurückweisen […] können“.
Die Oeconomische Encyclopädie (1773–1858) definierte eine Observationsarmee als:

„Ein Heer, welches zunächst den Zweck hat, ein anderes, von welchem man feindliche Absichten vermuthet, oder auch einen bereits erklärten Feind, zu beobachten, und sich ihm nöthigen Falles entgegen zu stellen.“

Beispiel einer (historischen) Observationsarmee war die 1757 formierte Hannoversche Observationsarmee. Sie zählte zu Beginn des Siebenjährigen Krieges etwa 47.000 Mann mit 22 schweren Geschützen. Davon stellten Kurhannover 27.000 Mann, Hessen-Kassel 12.000 Mann, Braunschweig-Wolfenbüttel 6.000 Mann, Schaumburg-Lippe 1.200 Mann und Sachsen-Gotha 800 Mann. Oberbefehlshaber war William Augustus, Duke of Cumberland, Sohn von Georg II., König von Großbritannien und Kurfürsten von Braunschweig-Lüneburg (Hannover). Die Hannoversche Observationsarmee unterlag den Franzosen in der Schlacht von Hastenbeck und wurde gemäß der Konvention von Kloster Zeven aufgelöst.